# Cory Booker
Pour les articles homonymes, voir Booker (homonymie).
Cory Booker, né le 27 avril 1969 à Washington, D.C., est un homme politique américain. Membre du Parti démocrate, il est maire de Newark de 2006 à 2013 et sénateur du New Jersey au Congrès des États-Unis depuis 2013. Il est candidat aux primaires présidentielles de 2020.
En 2025, il prononce devant le Sénat un discours de plus de 25 heures, qui bat le record de durée de cette institution.

## Biographie

### Enfance et éducation
Booker est né le 27 avril 1969 à Washington D.C., et grandit à Harrington Park (New Jersey), à 32 km au nord de Newark, dans la lointaine banlieue new-yorkaise. Ses parents, Carolyn Rose (née Jordan) et Cary Alfred Booker, sont parmi les premiers Noirs cadres chez IBM. Booker fait ses études au lycée Northern Valley Regional à Old Tappan et il est nommé membre de l'équipe-type de football américain au niveau lycéen en 1986 par le journal USA Today (USA Today All-USA high school football team) et au poste de defensive back. L'équipe comprend aussi le running back Emmitt Smith.
Booker étudie ensuite à l'université Stanford, il y obtient une licence ès lettres (BA) en sciences politiques en 1991 et un master ès lettres (MA) en sociologie l'année suivante. Pendant son séjour à Stanford, Booker joue dans l'équipe universitaire de football américain, le Cardinal de Stanford.
Booker obtient une bourse Rhodes et part étudier au Queen's College d'Oxford en Angleterre. Il s'intéresse alors beaucoup à la Torah.

### Carrière politique

#### Maire de Newark
Le 9 janvier 2002, Booker annonce sa candidature à la mairie de Newark au lieu de se représenter comme simple conseiller communal. Le maire sortant, Sharpe James (en), mène une campagne agressive, en disant notamment qu'il n'est « pas assez noir » pour comprendre la ville. Le 14 mai, Booker perd l'élection en remportant tout de même plus de 47 % des voix. Cette campagne est documentée dans le film Street Fight.
Booker annonce le 11 février 2006 qu'il sera à nouveau candidat à la mairie de Newark. James déclare sa candidature mais la retire 11 jours plus tard pour postuler en tant que sénateur de l'État. L'adjoint au maire Ronald Riz se présente. Booker recueille plus de 6 millions de dollars de dons, soit 25 fois plus que son adversaire. Le 9 mai, Booker est élu maire avec plus de 72 % des voix.
Le 3 avril 2010, Booker annonce qu'il se présente pour un second mandat. Il est réélu avec 59 % des voix.

#### Sénateur des États-Unis

##### Campagne sénatoriale
Le 20 décembre 2012, Booker annonce sa candidature pour le siège de sénateur des États-Unis alors occupé par Frank Lautenberg. Cela met fin aux spéculations selon lesquelles il aurait pu se présenter contre Chris Christie en 2013 pour le poste de gouverneur du New Jersey. Le 11 janvier 2013, Booker crée un comité de campagne. Christie et Booker, pourtant de partis opposés, sont considérés comme ayant une bonne entente.

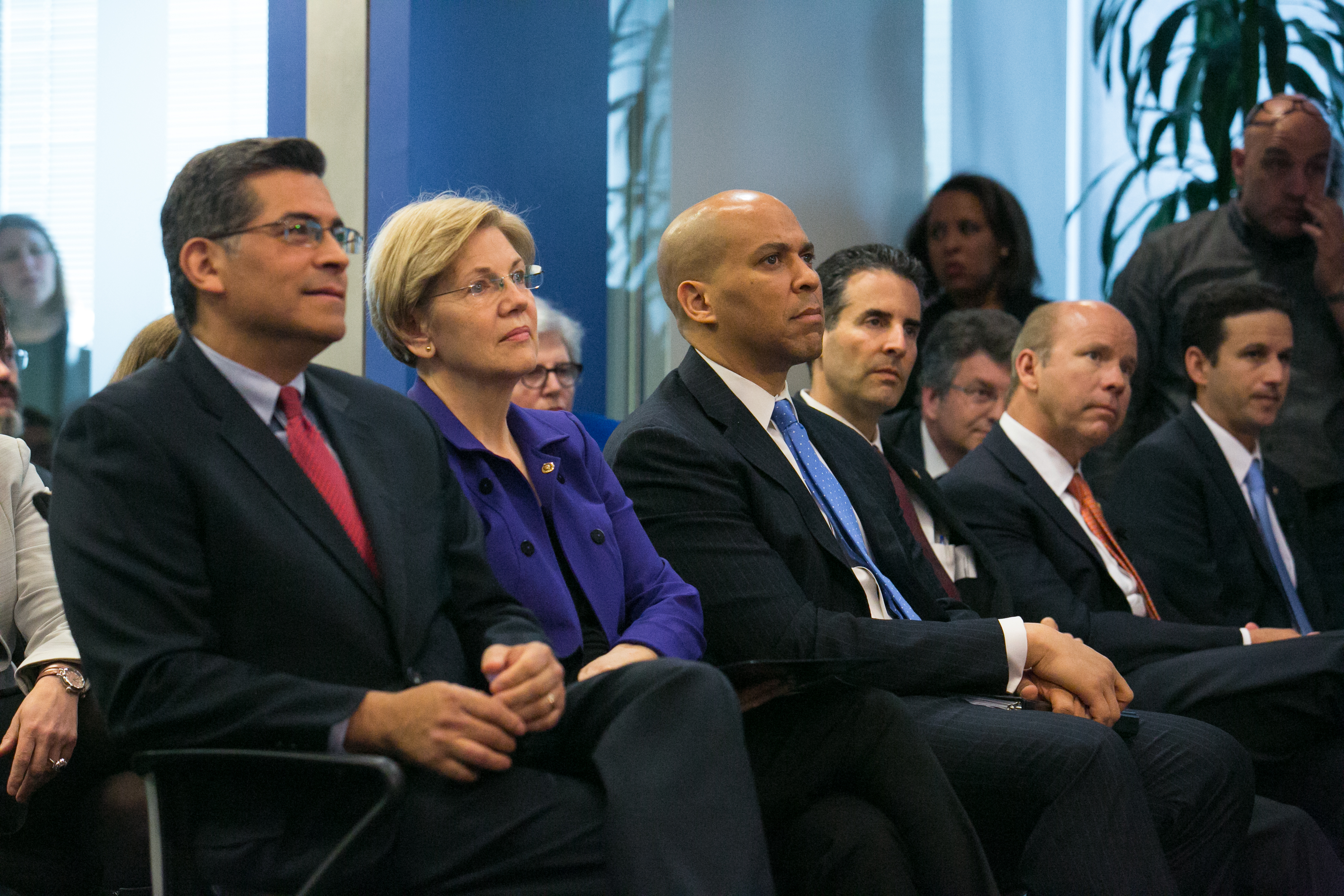
Booker entouré des démocrates Xavier Becerra, Elizabeth Warren, John Sarbanes et John Delaney.

En juin 2013, Frank Lautenberg meurt et une élection anticipée est prévue pour le 16 octobre 2013. Le gouverneur Christie confie l'intérim à Jeffrey Chiesa, qui déclare ne pas souhaiter se présenter pour être élu en octobre.
Booker remporte facilement la primaire démocrate le 13 août 2013. Il obtient 60 % des suffrages, contre 20 % pour Frank Pallone et 17 % pour Rush D. Holt, Jr., deux élus à la Chambre des représentants, et moins de 5 % pour la présidente de l'Assemblée de l'État Sheila Oliver. Il est opposé au républicain Steve Lonegan, facile vainqueur de la primaire républicaine, lors de l'élection générale du 16 octobre 2013. Au soir de l'élection, il est élu sénateur avec 54,77 % des voix contre 44,16 % pour Steve Lonegan,. Il devient ainsi le premier sénateur afro-américain du New Jersey et le premier sénateur afro-américain élu depuis Barack Obama en 2004.

#### Primaires présidentielles démocrates de 2020

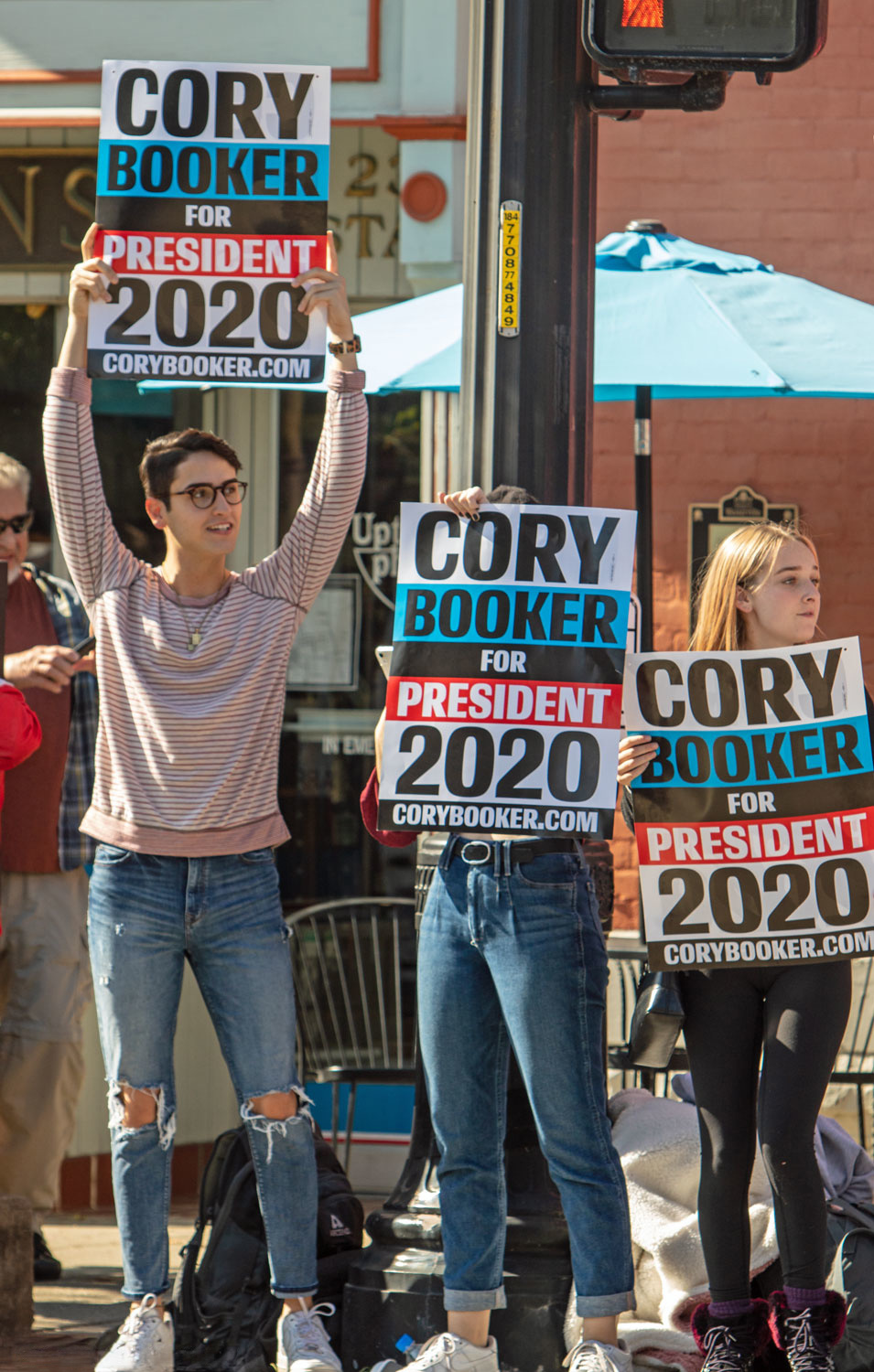
Soutiens de Booker en octobre 2019.

Après l'élection de Donald Trump à la présidence en 2016, il annonce en février 2019 sa candidature aux primaires présidentielles du Parti démocrate pour l'élection de 2020. Cependant, à la traîne dans les sondages, il se retire de la course le 13 janvier 2020, avant le début officiel des primaires.

#### Discours record
Le 31 mars 2025, il entame devant le Sénat des États-Unis un « discours marathon » sur le principe du filibuster, procédure consistant, pour un orateur, à occuper la tribune en continu tant qu'il est capable de parler, seulement limité par ses capacités physiques. Il parvient à battre le record du plus long discours de l'histoire du Sénat, jusque là détenu par le filibuster de Strom Thurmond en 1957, avec 24 h 18 min, lors de l'examen du Civil Rights Act, en réussissant à tenir 25 h 5 min. Son discours n'est cependant pas officiellement considéré comme un filibuster car il n'intervient pas pour bloquer l'adoption d'une loi ou la confirmation d'une nomination.

## Liens avec la Silicon Valley
Corey Booker, par ses liens avec d'importants investisseurs de la Silicon Valley, comme Eric Schmidt de Google ou Jeff Weiner de LinkedIn, réussit à financer Waywire, la start-up dont il est le fondateur. Cependant, la start-up dont les objectifs sont flous est dans une passe difficile. La veuve de Steve Jobs ainsi que Marc Andreessen, habitant en Californie, ont organisé un dîner pour lever des fonds pour la campagne de Booker. Booker a aussi obtenu un don de 100 millions de dollars de Mark Zuckerberg, le patron de Facebook, visant à améliorer l'état des écoles de Newark.
Booker, dont le compte Twitter compte plus de 1 000 000 abonnés, est perçu dans la Silicon Valley comme un homme politique qui comprend les médias sociaux et pourrait servir de porte-parole aux revendications de la Silicon Valley.
En septembre 2013, il quitte Waywire et annonce qu'il donnera ses gains à une association caritative. Le mois suivant, Waywire trouve acquéreur,.

## Positionnement politique
En tant que sénateur, son historique de vote est considéré comme le troisième plus libéral. Considéré comme un libéral social, Booker soutient les droits des femmes, l’affirmative action, le mariage homosexuel et les soins de santé à payeur unique[réf. nécessaire].